# Ulrike Tappeiner
Ulrike Tappeiner (* 1959 in Bozen) ist eine italienische Biologin aus Südtirol.

## Biographie
Tappeiner studierte an der Universität Innsbruck Biologie und Informatik. 1985 erlangte sie mit einer Dissertation zur Pflanzenökologie ihre Promotion.  In der Folge arbeitete sie als Universitätsassistentin am Institut für Botanik ihrer Alma Mater, ehe sie sich 1996 mit einer Untersuchung von Gebirgsökosystemen habilitierte. Seit 1995 leitet sie das Institut für Alpine Umwelt der Eurac Research. Parallel dazu arbeitete sie von 1996 an als Assoziierte Professorin am Institut für Botanik, seit 2005 als Universitätsprofessorin für Ökosystemforschung und Landschaftsökologie am Institut für Ökologie der Universität Innsbruck. Von 2012 bis 2018 stand sie zudem als Dekanin der Fakultät für Biologie vor. 2018 wurde sie zur Präsidentin der Freien Universität Bozen gewählt.

## Veröffentlichungen
- Zur Erfolgsgeschichte der naturwissenschaftlichen Forschung in Südtirol. In: Hannes Obermair, Harald Pechlaner (Hrsg.): Eurac Research: Inventing Science in a Region. Eurac Research – Athesia-Tappeiner, Bozen 2022, ISBN 978-88-6839-628-2, S. 245–253.
- mit Axel Borsdorf, Erich Tasser (Hrsg.): Alpenatlas: society – economy – environment = Atlas des Alpes, Heidelberg: Spektrum 2008, ISBN 978-3-8274-2004-6.
- Südtirols Almen im Wandel: ökologische Folgen von Landnutzungsänderungen, Bozen: Europäische Akademie 2001.
- Die Umweltverträglichkeitsprüfung im Alpenraum, Berlin/Wien: Blackwell 1998, ISBN 978-3-8263-3214-2.
- ForumAlpin '96, Chamonix: recherche alpine; programmes et projets du secteur primaire = Alpenforschung, ETH Zürich, Institut für Agrarwirtschaft 1997.